# نسل '۲۷
نسل ۲۷ (اسپانیایی: Generación del 27‎) یک گروه متشکل از شاعران بود که در محافل ادبی اسپانیا بین سال‌های ۱۹۲۳ و ۱۹۲۷، اساساً به دلیل تمایل مشترک به تجربه و کار با اشکال آوانگارد هنر و شعر، پدید آمدند. اولین ملاقات رسمی آنها در سویل در سال ۱۹۲۷ به مناسبت سیصدمین سالگرد مرگ شاعر باروک لوئیس د گونگورا برگزار شد. نویسندگان و روشنفکران در آتنئو د سویا ادای احترام کردند، که به‌طور گذشته نگر به عمل بنیادی جنبش تبدیل شد.

## سبک زیبایی‌شناختی
نسل ۲۷ را به‌دلیل تنوع گسترده ژانرها و سبک‌های پرورش یافته توسط اعضای آن، نمی‌توان از نظر سبکی طبقه‌بندی کرد. برخی از اعضا، مانند خورخه گیلن، به سبکی می‌نوشتند که آن را شاد و شاد می‌نامیدند و سبکی مسرور بود، برخی دیگر، مانند رافائل آلبرتی، دچار تحولی شاعرانه شدند که او را از شعر جوانی با رگه‌ای عاشقانهتر به بعد سیاسی رساند.
این گروه تلاش می‌کرد تا شکاف بین فرهنگ عامه اسپانیا و فولکلور، سنت ادبی کلاسیک و آوانگاردهای اروپایی را پر کند. این شعر که از شعر ناب که بر موسیقی در شعر تأکید می‌کرد، به سبک بودلر، به آینده‌گرایی، کوبیسم، اولترائیسم و آفرینش‌گرایی تکامل یافت، تا تحت تأثیر سوررئالیسم قرار گرفت و سرانجام در تبعید داخلی و خارجی پس از جنگ داخلی و جنگ جهانی دوم پراکنده شد. که گاه مورخان با عنوان «جنگ داخلی اروپا» گردآوری می‌کنند. نسل ۲۷ مکرراً از تصاویر رؤیایی، ابیات آزاد و شعر به اصطلاح ناپاک استفاده می‌کرد که توسط پابلو نرودا حمایت می‌شد.

## اعضا
در یک مفهوم محدود، نسل ۲۷ به ده نویسنده، خورخه گیلن، پدرو سالیناس، رافائل آلبرتی، فدریکو گارسیا لورکا، داماسو آلونسو، جراردو دیگو، لوئیس سرنودا، ویسنته آلیساندره، مانوئل آلتولارویر و مانوئل آلتولایر اشاره دارد. با این حال، بسیاری از نویسندگان دیگر در مدار خود بودند، برخی از نویسندگان قدیمی مانند فرناندو ویلون، خوزه مورنو ویلا یا لئون فیلیپ، و سایر نویسندگان جوانتر مانند میگل هرناندز. برخی دیگر توسط منتقدان فراموش شده‌اند، مانند خوان لارا، پپه آلامدا، مائوریسیو باکاریسه، خوان خوزه دومنچینا، خوزه ماریا هینوجوزا، خوزه برگامین یا خوان گیل آلبرت. همچنین «نسل دیگر ۲۷»، اصطلاحی که خوزه لوپز روبیو ابداع کرده‌است، توسط خود او و شاگردان طنزپرداز رامون گومز د لا سرنا، از جمله: انریکه ژاردیل پونسلا، ادگار نویل، میگوئل میهورا و آنتونیو د لارا، شکل گرفته‌است. تونو، نویسندگانی که پس از جنگ داخلی (۱۹۳۶–۱۹۳۹) هیئت ویرایش La Codorniz را ادغام کردند.
بعلاوه، نسل ۲۷، همان‌طور که به وضوح در مطبوعات ادبی آن دوره منعکس شد، منحصراً به شاعرانی از جمله هنرمندانی مانند لوئیس بونوئل، کاریکاتوریست K-Hito، نقاشان سوررئالیست سالوادور دالی و اسکار دومینگوئز، نقاش محدود نبود. و مجسمه‌ساز Maruja Mallo، و همچنین Benjamín Palencia , Gregorio Prieto , Manuel Ángeles Ortiz و Gabriel García Maroto , toreros Ignacio Sánchez Mejías و Jesús Bal y Gay، موسیقی شناسان و آهنگسازان متعلق به گروه Eighter, Erito Baly. و برادرش رودولفو هالفتر، خوان خوزه مانتکن، جولیان باوتیستا، فرناندو رماچا، رزا گارسیا اسکوت، سالوادور باکاریسه و گوستاوو پیتالوگا. همچنین گروه کاتالانی بود که در سال ۱۹۳۱ خود را تحت نام گروه هنرمندان کاتالان مستقل معرفی کردند، که از جمله اعضای آن، روبرتو گرهارد، بالتاسار سامپر، مانوئل بلانافورت، ریکارد لاموته د گریگنون، ادواردو تولدرا و فدریکو مومپو بودند.
در نهایت، همه آثار ادبی به اسپانیایی نوشته نشدند: سالوادور دالی و اسکار دومینگز نیز به زبان فرانسوی نوشتند. خارجی‌هایی مانند شاعران شیلیایی پابلو نرودا و ویسنته هویدوبرو، نویسنده آرژانتینی خورخه لوئیس بورخس، و نقاش فرانسوی-اسپانیایی فرانسیس پیکابیا نیز با زیبایی‌شناسی نسل ۲۷ مشترک بودند.
نسل ۲۷ منحصراً در مادرید قرار نداشت، بلکه خود را در یک صورت فلکی جغرافیایی مستقر کرد که پیوندها را با هم حفظ می‌کرد. مهم‌ترین هسته‌ها در سویا، حول بررسی Mediodía، تنریف در اطراف Gaceta de Arte، و مالاگا در اطراف بررسی Litoral بودند. سایر اعضا در گالیسیا، کاتالونیا و وایادولید اقامت داشتند.

## گرایش‌های سال ۲۷
نام "نسل ۱۹۲۷" نشان دهنده شاعرانی است که در حدود سال ۱۹۲۷ ظهور کردند، در سیصدمین سالگرد مرگ شاعر باروک لوئیس د گونگورا و آرگوت که شاعران به او ادای احترام کردند. جرقه کوتاهی از نو گونگوریسم توسط شاعران برجسته ای مانند رافائل آلبرتی، ویسنته آلیساندره، داماسو آلونسو، لوئیس سرنودا، جراردو دیگو و فدریکو گارسیا لورکا را برانگیخت.

## پیامدهای جنگ داخلی اسپانیا
جنگ داخلی اسپانیا به این جنبش شعری پایان داد. گارسیا لورکا به قتل رسید، میگل هرناندز در زندان درگذشت و سایر نویسندگان (رافائل آلبرتی، خوزه برگامین، لئون فیلیپه، لوئیس سرنودا، پدرو سالیناس، خوان رامون جیمنز، باکاریسه) تقریباً همه مجبور به تبعید شدند. اما در اواخر قرن بیستم به نوشتن و انتشار ادامه دادند.
داماسو آلونسو و جراردو دیگو از جمله کسانی بودند که با اکراه پس از پیروزی فرانکوئیست‌ها و توافق کم و بیش با رژیم مستبد و سنت گرا جدید یا حتی حمایت آشکار از آن، در مورد دیگو، در اسپانیا ماندند. آنها بسیار تکامل یافتند، سنت و آوانگارد را با هم ترکیب کردند، و بسیاری از مضامین مختلف، از تورو گرفته تا موسیقی، تا آشفتگی‌های مذهبی و اگزیستانسیالیستی، مناظر و غیره را در هم آمیختند. دیگران، مانند ویسنته آلیساندر و خوان گیل آلبرت، رژیم جدید را نادیده گرفتند و راه تبعید داخلی را در پیش گرفتند و نسل جدیدی از شاعران را هدایت کردند.